# Neil Robertson (Mathematiker)
Neil Robertson (* 30. November 1938 in Kanada) ist ein US-amerikanischer Mathematiker, der sich mit Kombinatorik (besonders Graphentheorie) beschäftigt.
Robertson promovierte 1969 bei William Tutte an der University of Waterloo mit einer Arbeit zum Thema Graphs Minimal under Girth, Valency and Connectivity Constraints. Er ist Professor an der Ohio State University.
Robertson bewies mit Paul Seymour, Maria Chudnovsky und Robin Thomas 2005 die seit 1960 offene starke Vermutung für perfekte Graphen von Claude Berge. Mit Seymour, Thomas und Daniel P. Sanders ist er auch an einem Programm zur Vereinfachung des Vierfarbensatzes beteiligt, das in einem alternativen Beweis (zu dem von Kenneth Appel und Wolfgang Haken) mündete. Mit Seymour bewies er zudem in einer langen Reihe von Aufsätzen den sogenannten Satz von Robertson-Seymour. Beide erhielten dafür 1994 den Fulkerson-Preis. Mit Thomas und Seymour gab er vollständige Kriterien dafür an, wann ein Graph ohne Links (das heißt, die Verlinkungszahl von je zwei Zyklen des eingebetteten Graphen ist Null, er hat dann eine „flache Einbettung“) in den dreidimensionalen Raum eingebettet werden kann (nämlich, dass er keine Minoren hat, die zu einer von 7 Graphen aus der Petersen-Familie isomorph sind).
Er ist Fellow der American Mathematical Society.